# Comuna Rozkopane, Pohrebîșce
Rozkopane (în ucraineană Розкопане) este o comună în raionul Pohrebîșce, regiunea Vinnița, Ucraina, formată din satele Barvinkove și Rozkopane (reședința).

## Demografie
Componența lingvistică a satului Rozkopane
     Ucraineană (98,62%)
     Rusă (1,15%)
     Alte limbi (0,24%)
Conform recensământului din 2001, majoritatea populației satului Rozkopane era vorbitoare de ucraineană (98,62%), existând în minoritate și vorbitori de rusă (1,15%).